# Treat
Treat (în arabă التريعات) este o comună din provincia Annaba, Algeria.
Populația comunei este de 6.076 de locuitori (2008).